# Zelenolujne, Horohiv
Zelenolujne (în ucraineană Зеленолужне) este un sat în comuna Pustomîtî din raionul Horohiv, regiunea Volînia, Ucraina.

## Demografie
Componența lingvistică a localității Zelenolujne
     Ucraineană (99,37%)
     Alte limbi (0,63%)
Conform recensământului din 2001, majoritatea populației localității Zelenolujne era vorbitoare de ucraineană (99,37%), existând în minoritate și vorbitori de alte limbi.